# Alonzo Dillard Folger
Alonzo Dillard Folger, född 9 juli 1888 i Dobson, North Carolina, död 30 april 1941 i Mount Airy, North Carolina, var en amerikansk politiker (demokrat). Han var ledamot av USA:s representanthus från 1939 fram till sin död i en bilolycka. Han var bror till John Hamlin Folger som också var kongressledamot.
Folger efterträdde 1939 Franklin Wills Hancock som kongressledamot. År 1941 avled han i ämbetet och efterträddes av brodern John Hamlin Folger. Alonzo Dillard Folger är begravd i Dobson i North Carolina.